# Le Message
Le Message (em português, A mensagem) é um conto de Honoré de Balzac, publicado em 1832 na Revue des Deux Mondes. Faz parte de sua Comédia Humana.
Na primeira edição de 1833 por Mame-Delaunay, o título Le Message desaparece para dar lugar a uma reunião de duas narrativas. Associada a La Grande Bretèche sob o título de Le Conseil (O Conselho), o texto volta a ser uma narrativa autônoma por ocasião da sua publicação por Béchet (1834). Reencontra-se nas Cenas da vida privada da edição Furne de 1842.

## Enredo
O parágrafo com que Balzac abre esse conto curto é sugestivo do que vem à frente: "Sempre tive o desejo de contar uma história simples e verdadeira, no decorrer da qual um jovem e sua amante fossem tomados de pavor e se refugiassem um no coração do outro, como duas crianças que se achegam ao encontrar uma serpente na orla de um bosque."
Trata-se da história de dois viajantes que tomam a diligência de Paris a Moulins e viajam no tejadilho. Os dois homens simpatizam um com o outro e conversam sobre suas amantes mais velhas. Mas a diligência tomba, matando um dos dois. Não se sabe seu nome nem do narrador que conta a história em primeira pessoa. Antes de morrer, o acidentado incumbe seu companheiro de uma missão: buscar na sua casa as cartas de amor que sua amante, Juliette (Julieta na edição brasileira organizada por Paulo Rónai), condessa de Montpersan, lhe havia escrito e devolver a ela.
O narrador, chegando ao castelo de Montpersan, consegue falar a sós com Julieta, mas, observando a inquietude em seu semblante, perturbado pelo desgosto que vai causar, não ousa anunciar diretamente a notícia e mente. Ela pressente a verdade:
« — Ele está vivo?
Deus meu! que frase terrível! Eu era jovem demais para sustentar-lhe a veemência; não respondi, e fitei aquela infeliz mulher com um ar apalermado.
— Responda, senhor! responda! — exclamou ela.
— Sim, senhor.
— É verdade? Oh! diga-me a verdade, eu posso ouvi-la. Diga! Qualquer sofrimento há de ser menos pungente que a incerteza para mim.
Eu respondi com duas lágrimas, que me foram arrancadas pelos estranhos acentos com que aquelas frases foram ditas.
Ela apoiou-se a uma árvore, lançando um débil grito.»
Ela desaparece por um tempo, até ser encontrada, aos soluços ("eram soluços, choros de criança, mas mais penetrantes, mais dolorosos"), num celeiro. Seu marido, ocupado em satisfazer sua gulodice, não se inquieta com a ausência dela, e se contenta com a explicação de que a esposa sofrera de uma indisposição "atribuída aos incômodos naturais da mulher". Já o narrador é profundamente tocado pela expressão de desespero daquela mulher apaixonada:
«As mínimas palavras, os gestos, as ações daquela mulher provaram-me a nobreza de alma, a delicadeza de sentimentos que a tornavam uma dessas preciosas criaturas de amor e devotamento tão raras, espalhadas pela face da terra.»
Ao final, Julieta, tendo percebido a pobreza do mensageiro, num sinal de simpatia, encontra um subterfúgio para lhe emprestar o dinheiro necessário ao seu retorno a Paris, encarregando-o de outra mensagem.
Segundo Paulo Rónai no Prefácio, "a pureza do desenho, a dosagem admirável dos pormenores, a mistura feliz do cômico e do trágico, da ironia e da emoção [...] fazem desse conto de poucas páginas uma obra-prima do gênero." 